# Nadejda Markina
Nadejda Konstantinovna Markina (en russe : Наде́жда Константиновна Маркина) (née le 29 janvier 1959  à Dmitrievka, district de Nikiforovski, oblast de Tambov) est une comédienne soviétique puis russe.

## Biographie
En 1983, Nadejda Markina sort diplômée de l'Académie russe des arts du théâtre.
Entre 1992 et 1998, elle travaille au sein du Théâtre de la Taganka et du Théâtre sur Malaïa Bronnaïa de Moscou.

## Prix et nominations
- En 1998, elle remporte un Masque d'or du meilleur rôle féminin, pour le spectacle Cinq soirées d'Aleksandr Volodine.
- En 2012, elle reçoit un Nika de la meilleure actrice à la 25e cérémonie des Nika pour le rôle dans Elena[1]
- Elle est nommée dans la catégorie meilleure actrice aux Prix du cinéma européen[2] et aux Asia Pacific Screen Awards pour le film Elena[3].

## Pièces de théâtre

### Théâtre de la Taganka
- Zhivaya Voda, de Vladimir Kroupine.
- The Dawns Here Are Quiet, de Boris Vassiliev
- Derevianie koni, de Fiodor Abramov

### Théâtre Malaya Bronnaya
- Le Roi Lear, William Shakespeare
- L'Abîme, Alexandre Ostrovski
- The miller who was a wizard, a cheat and a matchmaker, Alexander Ablesimov
- Le Sauvage, Anton Tchekhov
- Cinq soirées (Piat vetcherov), Alexander Volodine
- L'Idiot (trois spectacles), d'après Fiodor Dostoïevski

### Théâtre d'art de Moscou
- Les Bas-fonds de Maxime Gorki

### Théâtre Gogol
- Black Milk de Vassili Sigarev

## Filmographie partielle
- 1998 : Qui, sinon nous (Кто, если не мы) de Valery Priomykhov : mère de Toliassik
- 2000 : La Noce (Свадьба) de Pavel Lounguine : Valka
- 2012 : Elena (Елена) d'Andreï Zviaguintsev : Elena
- 2012 : Dans la brume (В тумане) de Sergei Loznitsa : la mère de Burov
- 2014 : Les Démons (Бесы) de Vladimir Khotinenko : mère de Stavroguine
- 2015 : Criminel (Находка) de Viktor Dement : Niura Rusanova
- 2018 : Le Saut vers la liberté (The White Crow) de Ralph Fiennes : le bureaucrate
- 2020 : Neige blanche de Nikolaï Khomeriki